# Lycée Eugène-Livet
Le lycée Eugène-Livet (prononcé [ø.ʒɛn.li.vɛt]) est un établissement français d'enseignement technique, secondaire et supérieur situé à Nantes (Loire-Atlantique), dans le quartier Saint-Donatien. Il dépend administrativement des Pays de la Loire et de l'académie de Nantes.

## Localisation
L'établissement est situé no 16 rue Dufour dans le quartier Saint-Donatien, dans le Nord-Est de la ville. Il occupe l'ensemble de l'îlot délimité par la rue Dufour, l'avenue Chanzy, la rue Amiral-Ronarc'h et la rue Desaix.

## Origine du nom
Eugène Livet (1820 - 1913) est un instituteur qui commence sa carrière en 1838 après une formation à l'École normale d'Angers. En 1841 il fait l'acquisition d'un pensionnat à Nantes dans le but d'en faire un établissement éducatif voué à la promotion du travail manuel et technique. Le succès de cette entreprise aboutit à la reconnaissance de la valeur de la formation imaginée par son initiateur. En 1875 l'établissement qui est alors privé prend le nom de son fondateur, nom conservé lors du passage dans l'enseignement public.

## Classement du lycée et des CPGE
En 2015, le lycée se classe 23e sur 46 au niveau départemental quant à la qualité d'enseignement, et 1014e sur 2311 au niveau national. Le classement s'établit sur trois critères : le taux de réussite au bac, la proportion d'élèves de première qui obtient le baccalauréat en ayant fait les deux dernières années de leur scolarité dans l'établissement, et la valeur ajoutée (calculée à partir de l'origine sociale des élèves, de leur âge et de leurs résultats au diplôme national du brevet).
Le lycée abrite deux classes de CPGE scientifiques (PT et PT*). En 2015, L'Étudiant donnait le classement suivant pour les concours de 2014 :
| Filière | Élèves admis dans une grande école* | Taux d'admission* | Taux moyen sur 5 ans | Classement national | Évolution sur un an |
| --- | ----------------------------------- | ----------------- | -------------------- | ------------------- | ------------------- |
| PT / PT* | 42 / 84 élèves                      | 50 %              | 43 %                 | 8e sur 62           | 2                   |
| Source : Classement 2015 des prépas - L'Étudiant (Concours de 2014). * le taux d'admission dépend des grandes écoles retenues par l'étude. En filières scientifiques, c'est un panier de 11 à 17 écoles d'ingénieurs qui a été retenu par L'Étudiant selon la filière (MP, PC, PSI, PT ou BCPST). |                                     |                   |                      |                     |                     |

## Historique

### L'institution privée
En 1846 ouvre un établissement intitulé institution Notre-Dame, dirigé par Eugène Livet. Situé dans le quartier de la Fosse, il s'agit d'une école primaire privée. Le principe de l'enseignement est basé sur l'insertion d'une forte dose d'enseignement appliqué, principalement lié à l'industrie et au commerce. La finalité de la formation étant en lien étroit avec l'enseignement prodigué aux élèves, ceux-ci trouvent des emplois dans le commerce, l'administration, l'industrie, la marine marchande ou l'architecture. Ils peuvent également se présenter aux concours de grandes écoles : celles des Arts et métiers. Sous le Second Empire l'établissement d'Eugène Livet correspond aux choix de la municipalité nantaise, préférant délaisser l'enseignement classique auquel il est reproché de ne pas convenir aux besoins de l'industrie et du commerce. Plutôt que soutenir le Lycée nantais, les élus choisissent de subventionner les initiatives privées telles celles de l'École professionnelle d'Eugène Livet. L'efficacité de la méthode d'enseignement conduit au déménagement de l'institution dans des locaux permettant d'employer les moyens technologiques nécessaires à l'instruction des élèves. Cette installation se fait rue Sainte-Marie (devenue depuis rue Désiré-Colombe), toujours sous la conduite d'Eugène Livet. Celui-ci, aidé par son fils (qui porte les mêmes nom et prénom) à partir de 1869, en est le directeur jusqu'en 1898. Dès 1875 l'établissement prend le nom de Livet.

### L'école nationale professionnelle
Avec la République, la politique de la Ville n'a pas changé - à ceci près que l'entretien des écoles devient une charge de l'État. À partir de 1898, l'appellation change : il s'agit désormais de l'école nationale professionnelle Livet. C'est le quatrième établissement de ce type en France. En 1910, l'ENP Livet déménage dans les anciens locaux de « Grand séminaire » laissés vacant à la suite de la loi de séparation des Églises et de l'État en 1905. À partir de la rentrée 1919, l'établissement dépend du ministère de l'Instruction publique alors qu'il dépendait jusqu'alors du ministère du Commerce et de l'Industrie. Durant la Seconde Guerre mondiale, les locaux sont occupés par un hôpital militaire.

### Le lycée technique d'État
En 1962, les ENP disparaissent pour laisser place aux lycées techniques d'État. Jusqu'en 1965, on y délivre un bac de technicien en terminale (un diplôme de technicien supérieur sanctionnant les deux années d'études post-bac), avant la création l'année suivante du baccalauréat technique, et la suppression plus tardive du concours d'entrée. De nouveaux bâtiments sont construits, la mixité instaurée. En 1985 l'appellation officielle est : lycée technologique régional Livet. Lors du mouvement contre le CPE en 2006, le lycée est bloqué durant quinze jours par une faible partie des élèves. En 2009, certains membres actifs du CVL ont empêché le renouvellement de ces blocages.[réf. nécessaire]

## Bâtiments

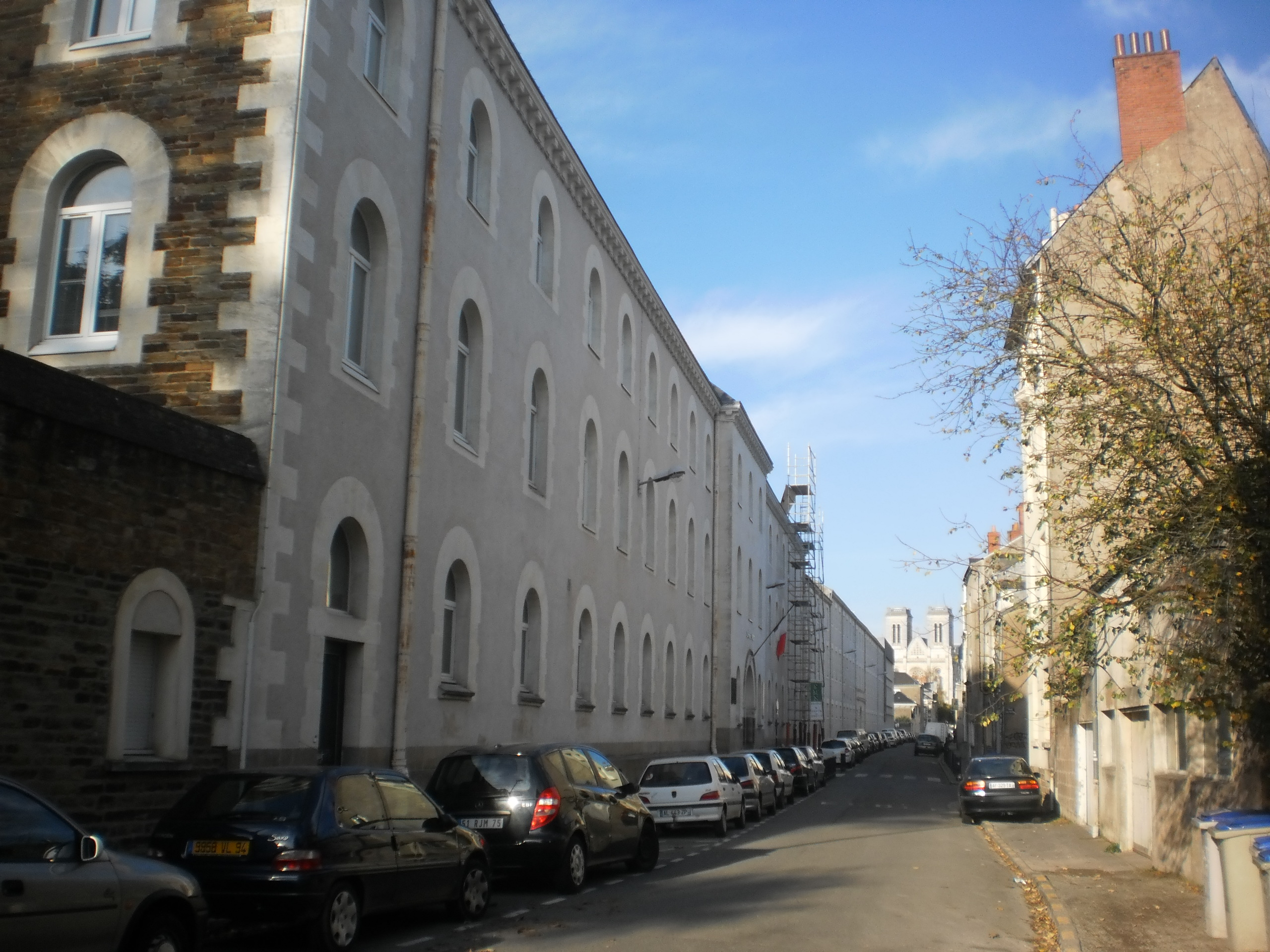
Façade du lycée, rue Dufour

Le site a abrité dès 1826, le « Grand séminaire » de Nantes dans lequel on enseignait la théologie et la philosophie. En 1850, il comptait pas moins de 200 élèves.
Entre 1852 et 1870, l'architecte Théodore Nau mène la construction d'un nouveau bâtiment. La première aile bâtie est celle située le long de la rue Dufour. Après une acquisition de terrain, la poursuite du projet conduit à la formation d'un quadrilatère, selon le même format qu'un cloître.
Au nord de l'ensemble se trouve la chapelle Saint-Charles-Borromée de style néo-roman. Tous les bâtiments sont faits de granit et de tuffeau.
En 1905, la loi de séparation des Églises et de l'État entraîne la suppression de la compagnie des prêtres de Saint-Sulpice qui gérait le séminaire, et l'expulsion des professeurs un an plus tard.

## Accès
Le lycée est desservi par les lignes de chronobus C1 (arrêts « Chanzy » et « Desaix ») et C6 (arrêts «Brétéché» « Lallié »), ainsi que par le Bicloo (station « Livet »).

## L'enseignement[13]

### Second cycle
Baccalauréat général
- Baccalauréat général : cinq classes par niveau de série scientifique « Sciences de l'Ingénieur » (S-SI) dont une classe dite « classe européenne » proposant un enseignement renforcé de l'anglais[14].

Baccalauréat technologique
- STD2A arts appliqués.
- STI génie civil.
- STI génie des matériaux.
- STI génie électronique.
- STI génie électrotechnique.
- STI génie mécanique option : microtechniques.
- STI génie mécanique option : productique mécanique.
- Brevet de technicien topographe.

La filière STI est remplacée par la filière STI2D (Sciences et Technologies de l'Industrie et du Développement Durable) à partir de la rentrée 2011 pour les classes de 1re et 2012 pour les classes de terminale.
Cette filière présente quatre options qui sont toutes proposées au lycée Livet :
- STI2D SIN (Systèmes d’Information et Numérique)
- STI2D ITEC (Innovation Technologique et Eco-Conception)
- STI2D AC (Architecture et Construction)
- STI2D EE (Énergies et Environnement)

### Après le baccalauréat
Brevet de technicien supérieur (BTS)
- BTS conception industrielle microtechniques
- BTS électrotechnique
- BTS systèmes numériques (option B électronique et communications)
- BTS bâtiment
- BTS géomètre topographe
- BTS travaux publics
- BTS design d'espace
- BTS Systèmes Constructifs Bois et Habitat
- ATS (Adaptation pour Techniciens Supérieurs) pour BTS et DUT

Diplôme supérieur d'arts appliqués (DSAA)
- DSAA en partenariat avec l'École Boulle

### Langues

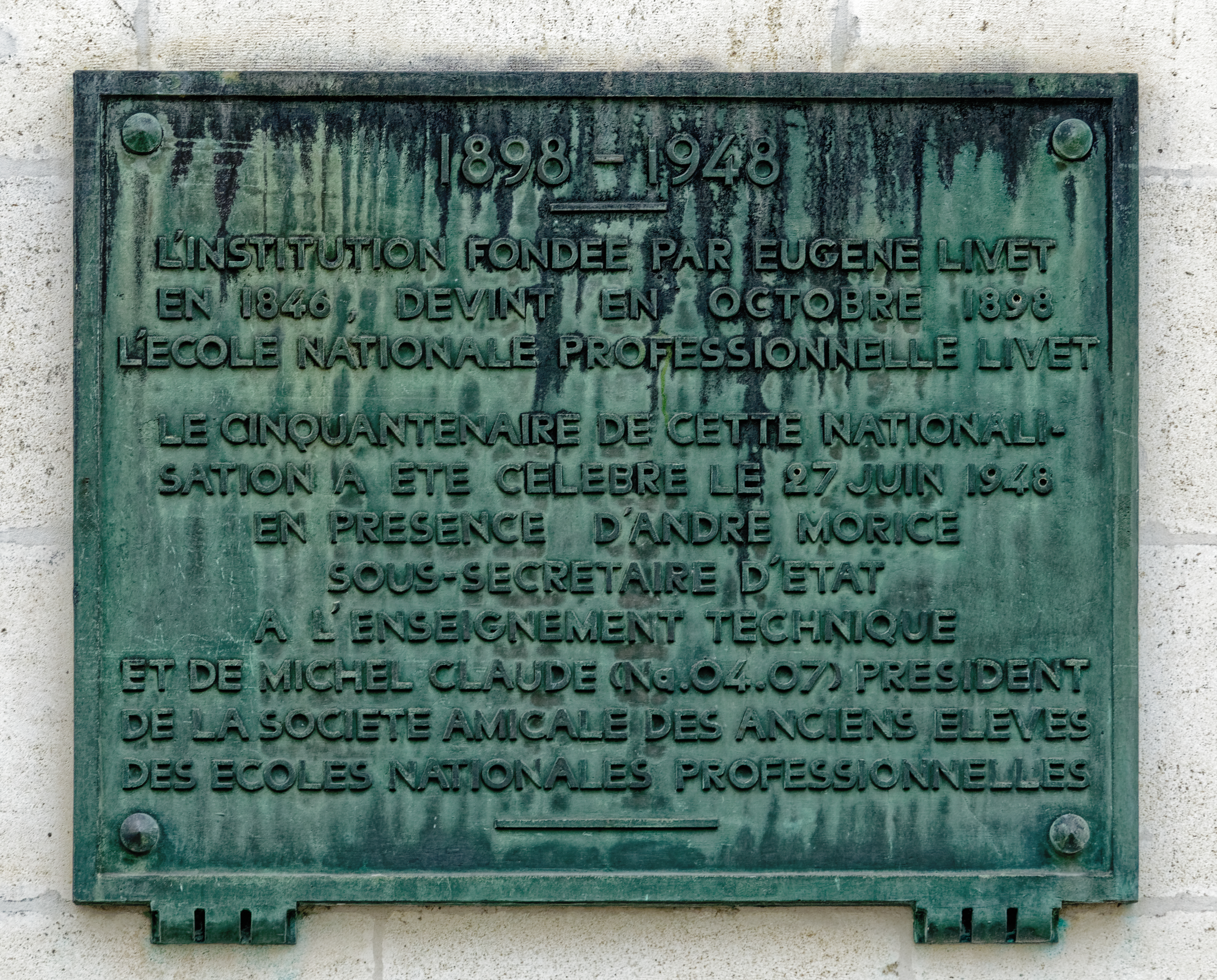
Plaque commémorative.

- Allemand langue vivante 1 (LV1) et langue vivante 2 (LV2)
- Anglais LV1 et LV2
- Chinois LV2 corresp.
- Espagnol LV2
- Italien LV2 corresp.
- Russe LV2 corresp.
- Section européenne anglais

### Options
- Création et Culture Design
- Handball
- Informatique et systèmes de production
- Initiation aux sciences de l'ingénieur
- Mathématiques
- Physique-chimie
- Sciences de la vie et de la Terre

## La vie au lycée

### La MDL (Maison des lycéens)
La Maison des Lycéens est gérée par un assistant d'éducation ainsi qu'un groupe d'élève élus au début de l'année scolaire lors de l'Assemblée Générale de la MDL, groupe désigné comme le Bureau de la MDL.

### Les clubs
Au lycée Livet, il y a plusieurs moyens de s'épanouir... Dont les clubs, gérés soit par un intervenant, soit par un groupe d'élèves, mais étant sous l'autorité de la MDL, qui leur accorde un certain budget afin qu'ils puissent mener à bien des projets.
Le nombre de Clubs varie tous les ans, selon le nombre d'inscrits. Parmi ceux-ci :
- Club Vidéo
- Club Photo
- Club Robotique
- Club Musique
- Club Informatique
- Club Cuisine

### Le CDI (centre de documentation et d'information)
Souvent ouvert de 8h00 à 18h00, le CDI est géré par des documentalistes, à qui les élèves peuvent demander de l'aide. Ils enregistrent les emprunts, et organisent des événements, comme le prix littéraire Eugène-Livet, basé sur les votes de lecteurs du lycée.
C'est un endroit de travail (des tables, des manuels scolaires, des revues éducatives et des ordinateurs sont à disposition), mais aussi un lieu de détente (on y trouve des bandes dessinées, des mangas, des romans de fantasy, etc.).

## Compléments